# Michael Monberg
Michael Monberg (født 17. maj 1978 i Karlebo Sogn) er en dansk politiker som er en af stifterne af Veganerpartiet. Han skiftede i marts 2022 til Alternativet og er fra maj 2022 Alternativets dyrerettighedsordfører.
Monberg var veganerpartiets første forperson fra 2018 til 2020. Fra 2021 til 2022 var Monberg veganerpartiets politiske ordfører og partiets ansigt udadtil. Han blev afsat fra posten i februar 2022.

## Politisk karriere
Monberg var med til stifte Veganerpartiet i 2018 og var partiets første forperson. 15. september 2020, kort tid efter at partiet var blevet opstillingsberettiget til næste folketingsvalg, trak Monberg sig fra posten som forperson og overlod posten til Lisel Vad Olsson.
På partiets landsmøde i juni 2021 blev det besluttet at afskaffe forperson-posten, og i stedet vælge en politisk ordfører. Monberg blev valgt til partiets politiske ordfører på et digitalt ekstraordinært landsmøde i Veganerpartiet 1. august 2021. Han fik 62% af de afgivne stemmer mod 27% for Lisel Vad Olsson og 11% for Simon Nyborg Jensen. Valgperioden er to år. Efter intern uro i Veganerpartiet blev partiets anden medstifter, Henrik Vindfeldt, ekskluderet af partiet 10. januar 2022. Det første til et ekstraordinært landsmøde i partiet 6. februar hvor hele partiets landsledelse inkl. Monberg blev afsat, og Vindfeldt igen blev optaget i partiet.

### Alternativet
Lidt over en måned senere i marts 2022 skiftede Monberg parti og meldte sig ind i Alternativet. På Alternativets landsmøde i maj 2022 blev han udnævnt til Alternativets dyrerettighedsordfører.
Ved Folketingsvalget i 2022 blev han nummer to af Alternativets kandidater i Sjællands Storkreds og er dermed første suppleant for folketingsmedlem Sascha Faxe.

## Dyrerettighedsaktivisme
Monberg startede sin aktivisme for dyrerettigheder i den københavnske afdeling af organisationen Anonymous for the Voiceless. Her var han "organizer" fra 2017 til afdelingen brød fra Anonymous for the Voiceless og skiftede navn til Animal Perspective. Her forblev Monberg i styregruppen indtil slutningen af 2021.
Monberg har hjulpet foreningen OASA (Organisation Against the Suffering of Animals) med flere kampagner, herunder nedlukningen af Danmarks sidste rævefarm. Her blev mere end tyve ræve reddet ud og formidlet til zoos landet over.

## Privat
Monberg er født i 1978 i Karlebo Sogn i den nuværende Fredensborg Kommune på Nordsjælland. Han har en delvis akademiuddannelse i ledelse fra Copenhagen Business Academy fra 2014. Monberg har arbejdet som System Engineer med VMware.
Monberg blev veganer da han var 37 år gammel, efter at have set dokumentarfilmen Cowspiracy.